# Cyrenoida floridana
Cyrenoida floridana är en musselart som först beskrevs av Dall 1896.  Cyrenoida floridana ingår i släktet Cyrenoida och familjen Cyrenoididae. Inga underarter finns listade i Catalogue of Life.